# Sondré (Kayao)
Pour les articles homonymes, voir Sondré.
Sondré est une commune rurale située dans le département de Kayao de la province du Bazèga dans la région du Centre-Sud au Burkina Faso.

## Santé et éducation
Le centre de soins le plus proche de Sondré est le centre de santé et de promotion sociale (CSPS) de Kayao.